# NBA 2K13
 (mars 2019).
Si vous disposez d'ouvrages ou d'articles de référence ou si vous connaissez des sites web de qualité traitant du thème abordé ici, merci de compléter l'article en donnant les références utiles à sa vérifiabilité et en les liant à la section « Notes et références ».
NBA 2K13 est un jeu vidéo de basket-ball développé par Visual Concepts et édité par 2K Sports sorti en octobre 2012 sur PlayStation 3, Xbox 360, Wii, PlayStation Portable, Wii U et PC. Pour cette version, la production est dirigée par le rappeur Jay-Z.
C'est le quatorzième épisode de la franchise 2K et le principal concurrent de NBA Elite 13.
Avec la licence officielle de la NBA vous pouvez choisir parmi les 30 équipes de la ligue et évoluer avec les plus grands joueurs tels LeBron James, Kobe Bryant, Derrick Rose, Carmelo Anthony, Kevin Durant et bien d'autres encore. Pour cette année, La Dream Team 1992 et la Team USA des JO 2012 sont disponibles et jouables.
Blake Griffin, Kevin Durant et Derrick Rose figurent sur la jaquette de cette édition succédant à Michael Jordan, Larry Bird et Magic Johnson.
Comme dans NBA 2k12, il est possible de jouer avec les 15 plus grands joueurs de l'histoire de la NBA. Les joueurs présent sont: Michael Jordan, Larry Bird, Magic Johnson, Bill Russell, Karl Malone, Wilt Chamberlain, Jerry West, Oscar Robertson, Julius Erving, Isiah Thomas, Hakeem Olajuwon, Patrick Ewing, John Stockton et il faut également compter sur Shaquille O'Neal, Allen Iverson, Dominique Wilkins, Pete Maravich, Earl Monroe, David Robinson,  Shawn Kemp et Peja Stojakovic

## Meilleurs joueurs
Les joueurs qui ont les meilleurs notes hors légendes sont :
- Knicks de New York : Carmelo Anthony, Amar'e Stoudemire, J.R. Smith, Jason Kidd, Tyson Chandler, Raymond Felton
- Nets de Brooklyn : Deron Williams, Joe Johnson, Brook Lopez, Gerald Wallace
- Celtics de Boston : Rajon Rondo, Paul Pierce, Kevin Garnett, Avery Bradley
- 76ers de Philadelphie : Andrew Bynum, Evan Turner, Jrue Holiday, Thaddeus Young
- Raptors de Toronto : Rudy Gay, Kyle Lowry, Andrea Bargnani, DeMar DeRozan, Terrence Ross
- Pacers de l'Indiana : Paul George, Danny Granger, Roy Hibbert
- Bulls de Chicago : Derrick Rose, Joakim Noah, Carlos Boozer, Luol Deng
- Bucks de Milwaukee : Brandon Jennings, Monta Ellis, Larry Sanders, Ersan Ilyasova, J.J. Redick
- Pistons de Détroit : Greg Monroe, Brandon Knight, Rodney Stuckey
- Cavaliers de Cleveland : Kyrie Irving, Anderson Varejao, Tristan Thompson, Dion Waiters, C.J. Miles, Alonzo Gee
- Heat de Miami : LeBron James, Dwyane Wade, Chris Bosh, Ray Allen, Mario Chalmers, Shane Battier
- Hawks d'Atlanta : Josh Smith, Al Horford, Jeff Teague
- Wizards de Washington : John Wall, Kevin Seraphin, Bradley Beal, Trevor Ariza
- Magic d'Orlando : Jameer Nelson, Aaron Afflalo, Hedo Turkoglu
- Bobcats de Charlotte : Kemba Walker, Michael Kidd-Gilchrist, Ben Gordon, Bismack Biyombo
- Lakers de Los Angeles : Kobe Bryant, Dwight Howard, Pau Gasol, Steve Nash et Antawn Jamison
- Clippers de Los Angeles : Chris Paul, Blake Griffin, Jamal Crawford, Caron Butler, et Chauncey Billups

## Licences des équipes
| Conférence Est         | Conférence Ouest               | Équipe Légendes                                          | Équipe Nationale |
| ---------------------- | ------------------------------ | -------------------------------------------------------- | ---------------- |
| Celtics de Boston      | Thunder d'Oklahoma City        | Dream Team 1992                                          | USA 2012         |
| Knicks de New York     | Nuggets de Denver              | Celtics de Boston 1965, 1986                             |                  |
| 76ers de Philadelphie  | Jazz de l'Utah                 | Lakers de Los Angeles 1965, 1971, 1972, 1987, 1991, 1998 |                  |
| Raptors de Toronto     | Trail Blazers de Portland      | Bucks de Milwaukee 1971, 1985                            |                  |
| Nets de Brooklyn       | Timberwolves du Minnesota      | Bulls de Chicago 1986, 1989, 1991, 1993, 1996, 1998      |                  |
| Bulls de Chicago       | Lakers de Los Angeles          | Hawks d'Atlanta 1971, 1986                               |                  |
| Pacers de l'Indiana    | Clippers de Los Angeles        | Knicks de New York 1972, 1995                            |                  |
| Bucks de Milwaukee     | Suns de Phoenix                | 76ers de Philadelphie 1977, 1985, 2001                   |                  |
| Pistons de Détroit     | Warriors de Golden State       | Cavaliers de Cleveland 1990                              |                  |
| Cavaliers de Cleveland | Kings de Sacramento            | Trailblazers de Portland 1991                            |                  |
| Heat de Miami          | Spurs de San Antonio           | Hornets de Charlotte 1993                                |                  |
| Hawks d'Atlanta        | Grizzlies de Memphis           | Rockets de Houston 1994                                  |                  |
| Magic d'Orlando        | Mavericks de Dallas            | Nuggets de Denver 1994                                   |                  |
| Wizards de Washington  | Rockets de Houston             | Magic d'Orlando 1995                                     |                  |
| Bobcats de Charlotte   | Hornets de la Nouvelle Orléans | SuperSonics de Seattle 1996                              |                  |
|                        |                                | Jazz de l'Utah 1998                                      |                  |
|                        |                                | Spurs de San Antonio 1998                                |                  |
|                        |                                | Kings de Sacramento 2002                                 |                  |

## Licences des salles
Les salles sont rangées dans l'ordre des équipes du tableau ci-dessus.
| Conférence Est             | Conférence Ouest         |
| -------------------------- | ------------------------ |
| TD Garden                  | Chesapeake Energy Arena  |
| Madison Square Garden      | Pepsi Center             |
| Wachovia Center            | EnergySolutions Arena    |
| Air Canada Centre          | Rose Garden Arena        |
| Barclays Center            | Target Center            |
| United Center              | Staples Center           |
| Conseco Fieldhouse         | Staples Center           |
| Bradley Center             | US Airways Center        |
| The Palace of Auburn Hills | Oracle Arena             |
| Quicken Loans Arena        | Power Balance Pavilion   |
| American Airlines Arena    | AT&T Center              |
| Philips Arena              | FedExForum               |
| Amway Center               | American Airlines Center |
| Verizon Center             | Toyota Center            |
| Time Warner Cable Arena    | New Orleans Arena        |

## Sponsors et partenaires officiels du jeu
- hp
- Sprite
- Gatorade
- Spalding
- State Farm Insurance
- Foot Locker
- NBA.com
- Nike
- Adidas

## Musiques du jeu
- The Hours - Ali in the Jungle
- Too Short - Blow the Whistle (Main)
- Eric B. and Rakim – I Ain’t No Joke
- Phoenix – 1901
- Jay-Z – Pump it Up (Freestyle)
- Puff Daddy and the Family – Victory (feat. Notorious B.I.G. & Busta Rhymes)
- Daft Punk – Around The World (Radio Edit)
- Santigold – Shove It (feat. Spank Rock)
- Kanye West – Amazing
- Jay-Z – Run This Town
- The Dirty Projectors – Stillness is the Move
- Nas – The World is Yours
- Coldplay – Viva La Vida
- Roy Ayers – We Live in Brooklyn, Baby
- Justice – Stress
- Jay-Z – The Bounce
- Kanye West – We Major (feat. Nas & Really Doe)
- Mobb Deep – Shook Ones, Pt. II
- Meek Mill – Ima Boss – Instrumental
- Kanye West – Mercy (feat. Big Sean, Pusha T, and 2 Chainz)
- U2 – Elevation
- Jay-Z – On To The Next One
- Jay-Z – Public Service
- Jay-Z – H.A.M. (Instrumental)